# Circuit 24

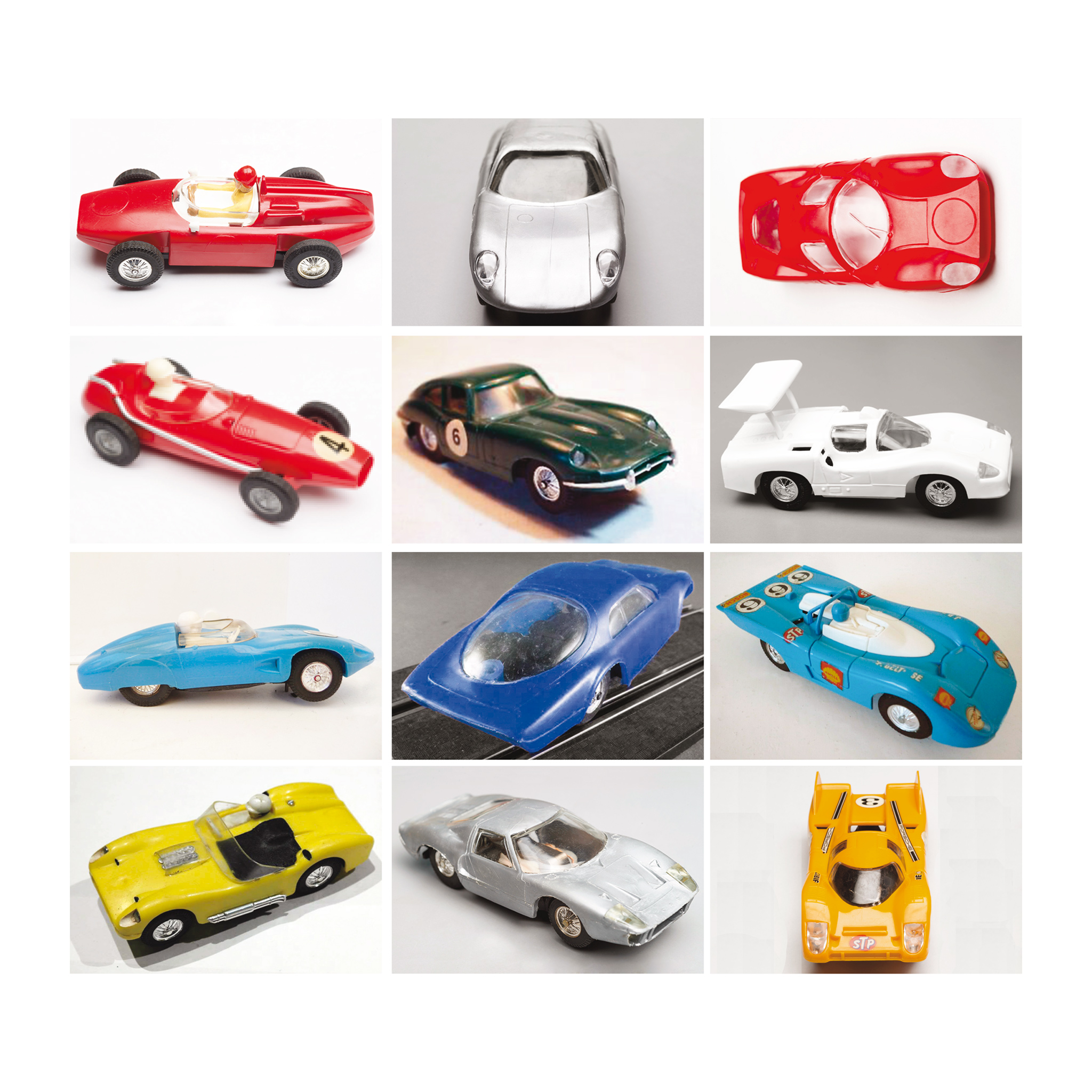

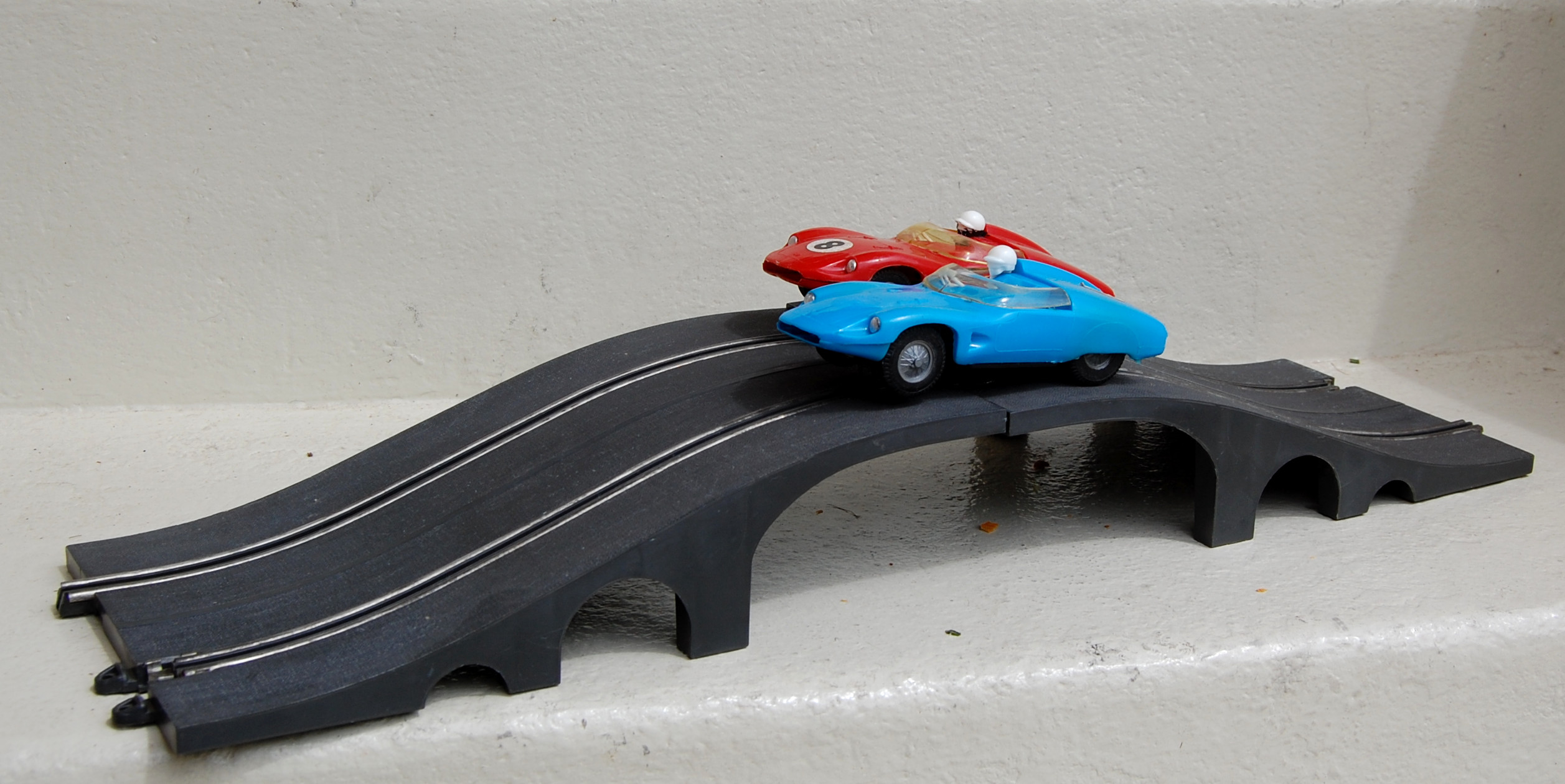
Pont et voitures Circuit 24.

Le Circuit 24 est un circuit pour voitures miniatures créé en 1961 par Étienne Jouët et fabriqué par son entreprise l'Usine à idées.
Le jeu a connu un grand succès au cours des années 1960, devenant l'un des cadeaux préférés des enfants pour Noël. Le succès a été dû au coté spectaculaire des voitures, à quelques innovations techniques, et à une campagne marketing audacieuse, avec notamment un partenariat avec les 24h du Mans. Le nom Circuit 24 reste parfois (à tort) associé à tout type de circuit automobile miniature, en en faisant une sorte de nom générique.

## Historique

### Un large succès et un parcours chaotique d'entreprise
Au milieu des années 1950, Etienne Jouët, entrepreneur autodidacte passionné de techniques, alors âgé de 30 ans, créée sa société L’Usine à idées et propose quelques jeux innovants. Vers 1957, il décide de développer un jeu de slot-racing, influencé par ce qu’il a vu aux Etats-Unis. Il choisit l’échelle 1/30e, privilégie la solidité des voitures, la fidélité des lignes, et utilise un concept atypique de moteur à lame vibrante émettant un fort bruit, par analogie à celui des vraies voitures de course.
En juin 1961, le premier Circuit 24 est commercialisé, profitant de la quasi-absence de concurrents en France (Scalextric ne s'est vraiment développé jusque là que sur le marché anglais). Aidée par une campagne publicitaire de grande ampleur, la demande est très forte. Il fait fabriquer les éléments dans deux usines, à Précigné (Sarthe) et Sancheville (Eure et Loir). L’assemblage des voitures est fait à domicile par des ouvriers.
En 1962 et 1963, l’Usine à idées noue un partenariat avec Meccano Ltd (Angleterre) pour une distribution dans les pays anglo-saxons, qui s'achève rapidement en raison de la faillite de l'entreprise anglaise,.
En 1963, 500 personnes sont employées en France (y compris les monteurs à domicile), pour une production de plusieurs centaines de coffrets par jour. Circuit 24 est le jouet le plus demandé par les enfants pour Noël, et obtient son premier Oscar du Jouet. La période des fêtes est particulièrement difficile à passer, les services administratifs de la petite société ne parvenant pas à répondre à la très forte demande, et ne réussissant pas à organiser la facturation qui devait en découler.
Victime d’un grave manque de trésorerie, et sans geste des banques, l’Usine à idées dépose son bilan en février 1964. Une nouvelle société, IDE, est créée pour poursuivre la commercialisation, qui prendra le nom de IDE-France quelque temps plus tard.
Cependant, les concurrents Scalextric et Jouef, nouveaux venus sur le marché français, prennent les espaces publicitaires laissés libres pendant les difficultés de Circuit 24 et se font connaître du grand public. De plus, la production décline, faute de renouveler les modèles face notamment à Scalextric qui a une production bien plus riche. En prenant en compte les différents coloris des modèles de carrosseries, la marque anglaise a plus de 700 références à son catalogue en 1970, alors que la française peine à en avoir une trentaine la même année. De plus, bien que performantes, les voitures souffrent de quelques défauts (réglages délicats, niveau de finition inférieur à celui de la concurrence).
Circuit 24 a changé de groupe propriétaire. En 1971, IDE-France se rapproche de l'entreprise Jouets Rationnels (JR), elle même appartenant à la Compagnie Générale du Jouet (Ceji). La production est alors transférée dans l'usine de JR à Drancy en région parisienne. Les derniers coffrets, au format 1/24e, 1/32e et 1/43e, sont commercialisés sous le nom Joustra / Circuit 24 par Joustra. Les Formule 1 au 1/24e et 1/43e sont produites en Allemagne par l’industriel Georg Grötsch (GGF à Fürth et GGN à Nuremberg). 
La production de la marque d'origine est finalement arrêtée en 1973, le circuit n'ayant pas pu résister à la concurrence et ne s'étant pas imposé à l'étranger.
À la fin des années 1990, Carrera utilise le nom pour l'un de ses coffrets de circuit routier électrique ; l'expérience n'est pas renouvelée par la marque allemande.

### Une stratégie marketing agressive
Le très grand succès que va connaître le jeu pendant une dizaine d'années est en partie dû à la stratégie appliquée en termes de marketing et de publicité. Ayant fait un stage de marketing aux États-Unis en 1957, le fondateur Etienne Jouët applique des méthodes publicitaires avancées pour faire connaitre son jouet. En 1960, il choisit le nom Circuit 24 et obtient de l'Automobile Club de l'Ouest (ACO) la licence d'utilisation (gratuite) du logo des 24 Heures du Mans, ce qui sera un facteur essentiel expliquant la popularité rapidement acquise du circuit.
Au lancement en fin 1961, une campagne publicitaire efficace est menée dans la presse hebdomadaire destinée aux enfants (Tintin, Pilote, Cœurs vaillants, Mickey, Spirou, Pif) accompagnée de slogans percutants, souvent en lien avec les 24 heures du Mans.
Par la suite, un marketing bien organisé fait que des personnalités de l'époque comme Johnny Hallyday et Sylvie Vartan, Francis Blanche, Henri Tisot, Gilbert Bécaud sont vus en train de jouer au Circuit 24, devant des caméras. Des circuits sont aménagés dans les grands magasins parisiens comme les Nouvelles Galeries, ainsi que dans les Salons de l'enfance et Salons du Jouet, parfois immenses et spectaculaires. La distribution d'objets publicitaires (porte-clés) complète ces actions. L'obtention des différents Oscars du Jouet (remis lors des Salons du Jouet de 1963, 1965 et 1969) viendra améliorer encore cette notoriété.

### Bilan de douze ans de commercialisation
Circuit 24 réussit à s'imposer à partir de 1961 grâce à l'image des 24h du Mans, à un marketing habile et à certaines solutions technologiques originales comme le moteur à vibreur puissant et réaliste. Le circuit a obtenu plusieurs distinctions, dont l'Oscar du Jouet en 1963, 1965 et 1969, celui de 1965 ayant été obtenu par sa version avec sulkys « Tiercé 24 ».
Le jouet a été très populaire en France auprès d'un public d'enfants (tout comme Scalextric l'a été en Angleterre), à tel point que dès 1963, le nom Circuit 24 est souvent employé comme nom générique pour désigner un circuit routier électrique,.

## Éléments et composants

### Piste
La piste du Circuit 24 se distingue par la façon dont elle traite les sections d'angle : le circuit 24 a adopté une approche originale et a divisé une courbe de 90° en deux par le rapport 3:2, donnant 54° et 36°, le 54° étant subdivisé en trois sections extérieures de 18°, et le 36° se subdivisant en deux sections extérieures de 18°.
Dès 1963, il est possible de monter un circuit de six pistes. Les rails (souples ou « semi-rigides ») figurant au catalogue sont :
- courbe 18° intérieure, courbe 36° intérieure, courbe 54° intérieure, courbe 90° intérieure ;
- courbe 18° extérieure, courbe 36° extérieure, courbe 54° extérieure, courbe 90° extérieure ;
- courbe 18° périphérique (5e et 6e pistes) ;
- droite, demi-droite, droite « dos d'âne », droite « chicane », raccord 4 cm, raccord 5 cm (s'associe avec le rail de croisement) ;
- droite d'alimentation, droite « dos d'âne » d'alimentation, raccord 4 cm d'alimentation, rail Interpiste d'alimentation ;
- départ en épi « Le Mans » (rail en deux parties) ;
- aiguillage gauche, aiguillage droit, croisement Interpiste non électrifié ;
- demi-pont (deux rails identiques s'assemblent pour faire un pont).

Le rail en épi permet d'imiter le départ des 24 heures du Mans de l'époque.
Selon le magazine Model Maker de janvier 1963, ces géométries de rail permettent de réaliser des circuits parmi les plus intéressants. Le système est qualifié d'« extrêmement bien conçu », avec comme léger défaut une connectivité électrique nécessitant souvent des ré-ajustements de position pour des rails non fixés au sol. Par ailleurs, une fragilité des attaches de fixation, peu résistantes aux manipulations fréquentes de mains d'enfants, est rapportée.

### Motorisations
L'une des caractéristiques différenciant Circuit 24 de ses concurrents (Gégé, Miniamil, Scalextric, Polistil (en), Stabo, Eldon (en), etc.) était l'utilisation, pour la grande majorité des voitures, d'un moteur à lame vibrante générant un fort bruit, qui pouvait évoquer celui des vraies voitures de course. Le principe de ce moteur, nommé IDELEC,  est identique à celui d'une sonnette. Un électro-aimant fait vibrer une lamelle métallique qui entraîne la roue dentée à rochet de l’axe arrière. Le circuit étant alimenté en courant alternatif, la lame descend et entraîne la roue à rochet à chaque alternance du courant. L’avantage du système, outre le bruit impressionnant (mais c'est un désavantage pour les parents), est la robustesse car qu’il n’y a pas de pièce électrique d'usure ni de bobinage susceptible de griller. En revanche, il peut nécessiter des réglages, trop délicats à faire par des enfants.
Une variante de ce moteur est le moteur « compétition », dont le principe est identique. Alimenté également en 24V courant alternatif, il a cependant un bobinage différent qui le rend plus puissant et permet donc des vitesses plus grandes. Il équipe des châssis dits « Compétition », qui disposent d'un système de freinage par ailettes frottantes sur les tambours arrière. Hormis par le système de freinage, il est difficile de les identifier car le plastique du bobinage a existé aussi bien en noir qu'en blanc. Les voitures en question (par exemple la Ferrari TR 60 en jaune ou bleu) sont dotées de très bonnes performances, mais rares à trouver de nos jours.
Dès 1963 et par la suite, d’autres moteurs, à courant continu cette fois, apparaissent successivement pour répondre à une clientèle qui ne souhaite pas des voitures bruyantes. Le « moteur S » (comme « Silencieux », ou « Slot ») est un moteur 12V courant continu. Une diode d’inversion rend possible son utilisation sur les mêmes circuits, alimentés par le transformateur 24V courant alternatif. Viendront aussi le moteur RIAM (fabriqués à Evian) puis le moteur allemand Bühler (pour les Porsche 917 K, Matra 660 après 1970 et monoplaces au 1/24e).

### Voitures
Les voitures du Circuit 24 sont presque toutes des modèles qui ont participé aux 24h du Mans : la DB Panhard HBR4 (Le Mans 1957 à 1961), la Ferrari 250 TR 60 (Le Mans 1960 à 1961), la Porsche 718/4 RS C (Le Mans 1960 à 1961), la Jaguar Type E (Le Mans 1962 à 1964), la René Bonnet DJet (Le Mans 1962 à 1964), la Ford GT 40 (Le Mans 1966 à 1969), la Ferrari 330 P4 (Le Mans 1967), la Chaparal 2F (Le Mans 1967), la Matra MS 660 (Le Mans 1970 à 1972), la Porsche 917 K (Le Mans 1971). 
La production comprend aussi deux monoplaces de Formule 1 : la Ferrari 246 F1 (Championnat du monde de Formule 1 de 1958 à 1961) ainsi que la Cooper Climax T51 (Championnat du monde Formule 1 de 1959 à 1961). Elle compte même un kart. 
La très grande majorité des voitures sont à l'échelle 1/30e. En fin d'activité, en 1972, quelques monoplaces au 1/24e, construites en Allemagne chez GGN, seront proposées. Il s'agit des Lotus Climax 25, B.R.M. P83, Brabham BT20 Repco et Ferrari 312, qui participent au Championnat du monde de Formule 1 de 1962 à 1969. 
D'un point de vue qualité, la production démarre avec des carrosseries pourvues d'un bon standard de précision, comme la Ferrari 250 TR 60, gagnante au Mans en 1960. Plus tard, le standard de qualité sera souvent revu à la baisse.
Les voitures produites au plus grand nombre d'exemplaires sont : la Ferrari 250 TR 60 (rouge et bleu), la Jaguar type E (rouge et verte), la Cooper T51 (rouge et verte), la DB Panhard (rouge et bleu) et la Porsche 718/4 RS C (gris métallisé). Elles sont toutes équipées du moteur à vibreur. Certaines existèrent aussi en d'autres versions (moteur RIAM par exemple), mais en quantités beaucoup plus réduites.
De manière générale, les voitures à moteur électrique classique à courant continu ont eu une diffusion plus confidentielle. La Chaparral 2F, sortie en 1970, est la dernière voiture équipée du moteur à vibreur.

### Coffrets
En France, des coffrets identifiés n°1 à n°6 (du plus simple au plus fourni) ont été proposés à la vente entre 1961 et 1970 (dates d'apparition), avec une composition qui a varié selon les années. À cela s'ajoutent les coffrets particuliers (karting, monoplaces au 1/24e, au 1/43e, etc.).
En 1961, l'illustration qui figure sur les premiers coffrets reproduit l'affiche des 24h du Mans de 1960 (Photo Debraine). Le modèle de la Ferrari 250 TR 60, contenu dans la boite, est présenté sur une vue séparée.
Une photo représentant une Porsche 906 poursuivie par une Lola T70 MKIII, sur un circuit qui n'est plus celui du Mans (Brands Hatch lors de la BOAC 500 en 1968), est choisie pour illustrer les coffrets de troisième génération qui sortent à Noël 1968. 
En 1968, un coffret « Interpiste » est aussi commercialisé, qui contient un dispositif innovant avec une piste à aiguillage permettant aux deux voitures en course d'emprunter indifféremment les deux voies de la piste, tout en étant pilotées indépendamment. Les deux voitures (une Matra Jet et une Ford GT 40) sont spécialement équipées pour fonctionner ainsi.

## Renaissance en 2021
Après avoir entamé la diffusion sur Ebay de reproductions de pièces détachées de voitures du Circuit 24, Pierre Rousseau reprend la marque, laissée libre à l'INPI, et propose en série limitée et numérotée à 100 exemplaires des modèles fabriqués en impression 3D, compatibles avec les anciens châssis. Cinquante ans après avoir été annoncé dans le catalogue de 1971, le modèle de la Porsche 907/6L no 41 voit donc le jour le 25 janvier 2021. La suite de la production comprend des modèles comme la Lola T70 MKIII, l'Alfa 33/2, la Ferrari 512S , etc.

## Distinctions
- Oscar du Jouet en 1963 et 1969 (Circuit 24)
- Oscar du Jouet en 1965 (Tiercé 24)
- Grand Prix du jouet de Télé-Luxembourg en 1967 (1er prix)[20]

### Ouvrages
- Dominique Jouët (préf. Jean-Pierre Beltoise), Circuit 24, le vrai ! : 1961-1973, Boulogne-Billancourt, Du May, 2005, 127 p. (ISBN 2-8410-2086-X, BNF 39923206).  — Retrace l'histoire de ce jouet et donne des conseils pour la rénovation des éléments et voitures.

### Magazines et webzines
- Frédéric Remise (avec coll. de Thierry Fosse), « Circuit 24 - Les 24 heures du Mans au 1/30e », La Vie du Jouet, no 67, Mai 2001, p. 24-29 [lire en ligne (page consultée le 22 decembre 2023)]
- Newsletters no 1 à 16, Lettres d'information du Club Circuit 24, Le Vrai !, 2005-2014[21],[22]
- « Vibrez avec le Circuit 24 », Automodélisme, SFEP, n° 176, Février 2012, p 44-49 [lire en ligne (page consultée le 22 décembre 2023)]
- « Circuit 24, les 24 Heures du Mans à la maison ! », Collectionneur et Chineur, Éditions LVA, no 356, 6 janvier 2022, p. 24-30 [lire en ligne (page consultée le 22 decembre 2023)]

### Vidéos (émissions de télévision)
- [vidéo] « Circuit 24: la course automobile (France) », dans Culture Pub (2007) (consulté le 31 août 2023)
- France 2, Les 4 vérités, 27 décembre 2007

## Évènements et expositions
En décembre 2023, le musée des 24 Heures du Mans inaugure une exposition temporaire consacrée au Circuit 24. Un décor présentant le jouet est construit, et tous les modèles de voiture des années 1960 sont exposés.